# Sam Hart
Sam Hart (Reino Unido, 1973) é um quadrinista britânico radicado no Brasil.
Nos anos 1990, Hart foi cocriador do fanzine Matrix e editor das revistas Front e Kaos. Trabalha como desenhista nos mercados brasileiro e britânico, tendo participado de publicações como Starship Troopers e 2000 AD. Ao lado do escritor Antony Johnston, criou a HQ Atômica: A Cidade Mais Fria, que foi adaptada para o cinema no filme Atomic Blonde.
Em 2018, Hart iniciou a publicação da HQ independente seriada 10 Dias Perdidos, com a qual ganhou em 2023 o 35º Troféu HQ Mix na categoria de melhor publicação em minissérie.